# Привод с наземным управлением
Приво́д с наземным управлением  (англ. ground-controlled approach (GCA) ) — в авиации метод, применяемый  авиадиспетчерами для направления самолета на верную траекторию посадки, в том числе в плохих погодных условиях. Обычно GCA использует данные либо с радиолокатора точного захода на посадку (PAR, для точных заходов на посадку с вертикальным наведением по глиссаде), либо с обзорного радиолокатора аэропорта (ASR, обеспечивающего  заход на посадку без наведения по глиссаде). Термин GCA может относиться к любому типу наземного радиолокационного захода на посадку, такому как PAR, PAR без глиссады или ASR. Заход на посадку с использованием ASR известен как заход на посадку с наблюдением. Когда от PAR дается как вертикальное, так и горизонтальное наведение, заход на посадку называется точным заходом на посадку. Если глиссада PAR не указана, даже если оборудование PAR используется для бокового наведения, он считается неточным заходом на посадку.
Система GCA была разработана во время Второй мировой войны для привода самолетов на посадку в условиях плохой видимости. Нашла применение для поддержания потока грузов во время Берлинского воздушного моста в 1948–1949 годах.

## История

### Ранние эксперименты
Концепция GCA была первоначально разработана физиком-ядерщиком Луисом Альваресом из Калифорнийского университета в Беркли. В 1941 году Альварес был приглашён в недавно открывшуюся лабораторию излучений Массачусетского технологического института — RadLab, созданной для разработки радиолокационных систем на основе полостного магнетрона. К тому времени как Альварес прибыл в Бостон, RadLab уже разработала прототип нового зенитного радара, известного как XT-1, который мог автоматически отслеживать выбранную цель после ее захвата. Серийные версии XT-1 начали поставляться в 1944 году под названием SCR-584.
К моменту готовности Mark II ВВС США уже широко применяли Курсо-глиссадную систему (ILS) SCS-51, и не проявили интереса к новой системе. Тем не менее, в июне 1942 года Управление научных исследований и разработок всё же заказало десять экземпляров, заключив контракт с компанией Gilfillan Brothers из Лос-Анджелеса.